# 大須 (佐渡市)
大須（おおず）は新潟県佐渡市にある地名。現行の行政区画では佐渡市大小の一部と大須の全域に亘る。

## 地理
真野湾に面し、200メートル付近まで海岸段丘が形成されている。集落は段丘の最も低い面に形成されている。
北西に向かって三貫目沢が流れ、真野湾に注ぐ。三貫目沢の河口周辺は真野湾に向かって突き出しており、大須鼻と呼ばれる。

## 歴史

### 古代
縄文時代前期の終わりから中期のものと考えられる土器が出土した大工町遺跡がある。土器のほか、石鏃や石斧、土偶一点が出土している。
三貫目沢洞穴と呼ばれる洞穴の奥では縄文時代晩期のものと考えられる完全な土器が一点見つかっている。
古墳が複数見つかっており、これらは真野古墳群の一部となっている。

### 近世
時期ははっきりしないが大須銀山が開発され、江戸時代を中心に銀山稼ぎが行われたとされる。

### 行政区画の変遷
- 1876年（明治9年） - 大須村は小立村と合併して大小村となる[6]。
- 1889年（明治22年）4月1日 - 町村制の施行に伴い、大小村は大倉谷村・田切須村・西三川村と合併して小布勢村となる[7]。旧村域に大字大小が設けられる。
- 1896年（明治29年）4月1日 - 羽茂郡は雑太郡・加茂郡と合併して佐渡郡となる[8]。
- 1901年（明治34年）11月1日 - 小布勢村は亀ノ脊村と合併して西三川村となる[9]。
- 1948年（昭和23年）8月1日 - 大字大小字大須の一部を真野村に編入[10]。
- 1951年（昭和26年）1月1日 - 真野村は真野町となる[11]。
- 1955年（昭和30年）3月31日 - 西三川村は分割し、大字大小・大倉谷・田切須・西三川・椿尾は真野町と合併して真野町となる[12]。
- 2004年（平成16年）3月1日 - 真野町は両津市・相川町・佐和田町・金井町・新穂村・畑野町・小木町・羽茂町・赤泊村と合併して、佐渡市となる。

## 産業

### 近世
段丘上に位置するため、江戸時代には水田は少なく、畑と漁業を中心としていたとみられる。
水田には、鉱山のために築かれた三貫目沢堤の水が用いられた。鉱山由来の濁った水が流れていたが、奉行所への願い出により苗代の時期には鉱山稼ぎが停止された。
大須から西三川にかけての村で漁師組合を作り、鮑や海苔、磯魚などを獲っていた。